# Daura Mangara
Daura Mangara   (Banyoles, 19 de desembre de 1993) és un activista afrocatalà i cantant de rap i poeta. Fill de pares gambians, ha crescut a cavall entre la cultura i vida africanes a casa i els costums catalans al carrer.

## Biografia
Després d'una joventut difícil, agreujada per la mort del pare, una sèrie de delictes el portaren, quan tenia vint anys, a ingressar en fins a tres ocasions al Centre Penitenciari Puig de les Basses, lloc on va començar a destil·lar les seves reflexions en versos que es convertiren en el seu primer disc, Poesia per bandits.
El 2021, Mangara va ser el protagonista del curtmetratge documental Negre de merda, dirigit per Manel Serrat, en què es recullen les seves experiències de racisme institucional i de violència com a banyolí fill de migrants. El treball va guanyar el Premi del jurat i del públic a la categoria d'estudiants a l'In-edit Festival i el Premi del públic a millor curtmetratge documental dels Premis VOC, convocats per Òmnium Cultural.
Mangara ha treballat amb diverses entitats utilitzant el rap i la música com a eina pedagògica i també escriu en soninke, l'idioma que es parla en països com ara Mali, Mauritània, Gàmbia o el Senegal.
| « | Sóc el negre de merda que en els judicis surt culpable i he acumulat tanta ràbia que ni em voldria com a fill, no sé si faig rap per escapar de tanta marginació o si per ser la veu cantant de tanta discriminació. | » |

El 2023, TV3 va estrenar el programa divulgatiu El negre de Banyoles, que combina la poesia amb música, entrevistes, humor i ritme, del qual Daura Mangara n'és el presentador. El programa està plantejat com una road movie per les vides d'alguns dels grans noms de la poesia catalana dels darrers cinquanta anys, a través de les cases, els cafès, els carrers i els paisatges que van inspirar Mercè Rodoreda, Miquel Martí i Pol, Vicent Andrés Estellés, Josep Maria Espinàs, Clementina Arderiu i Montserrat Abelló.

## Discografia
- Poesia per bandits (autoeditat, 2021)[6]